# Montespertoli
Montespertoli ist eine italienische Gemeinde mit 13.186 Einwohnern (Stand 31. Dezember 2023) in der Metropolitanstadt Florenz in der Region Toskana.

## Geografie

Lage von Montespertoli in der Metropolitanstadt Florenz

Die Gemeinde erstreckt sich über etwa 125 km². Sie liegt rund 28 km südwestlich der Provinz- und Regionalhauptstadt Florenz im Chianti und in der klimatischen Einordnung italienischer Gemeinden in der Zone E, 2158 GG. Die nordöstliche Gemeindegrenze stellt der Fluss Pesa dar.
Zu den Ortsteilen zählen Aliano, Anselmo, Baccaiano, Botinaccio, Castiglioni, Convento, Fornace, Fornacette, Ghisone, Gigliola, Il Pino II, Il Poggio, La Buca, La Ripa, Le Galvane, Leoni, Lucardo, Lucignano, Martignana, Mela, Montagnana Val di Pesa, Monte Albino, Montegufoni, Ortimino, Poggio Ubertini, Polvereto, Poppiano, San Quirico in Collina, Trecento, Tresanti und Vicchio-Lungagnana.
Die Nachbargemeinden sind Barberino Tavarnelle, Castelfiorentino, Certaldo, Empoli, Lastra a Signa, Montelupo Fiorentino, San Casciano in Val di Pesa und Scandicci.

## Geschichte
Der Ort entstand wahrscheinlich schon in der Zeit der Etrusker. Gelegen an der antiken Handelsstraße Via Volterrana zwischen Florenz, Siena und Volterra war er bei Certaldo mit der Via Francigena verbunden und erlangte somit Bedeutung für den Handel.

## Sehenswürdigkeiten

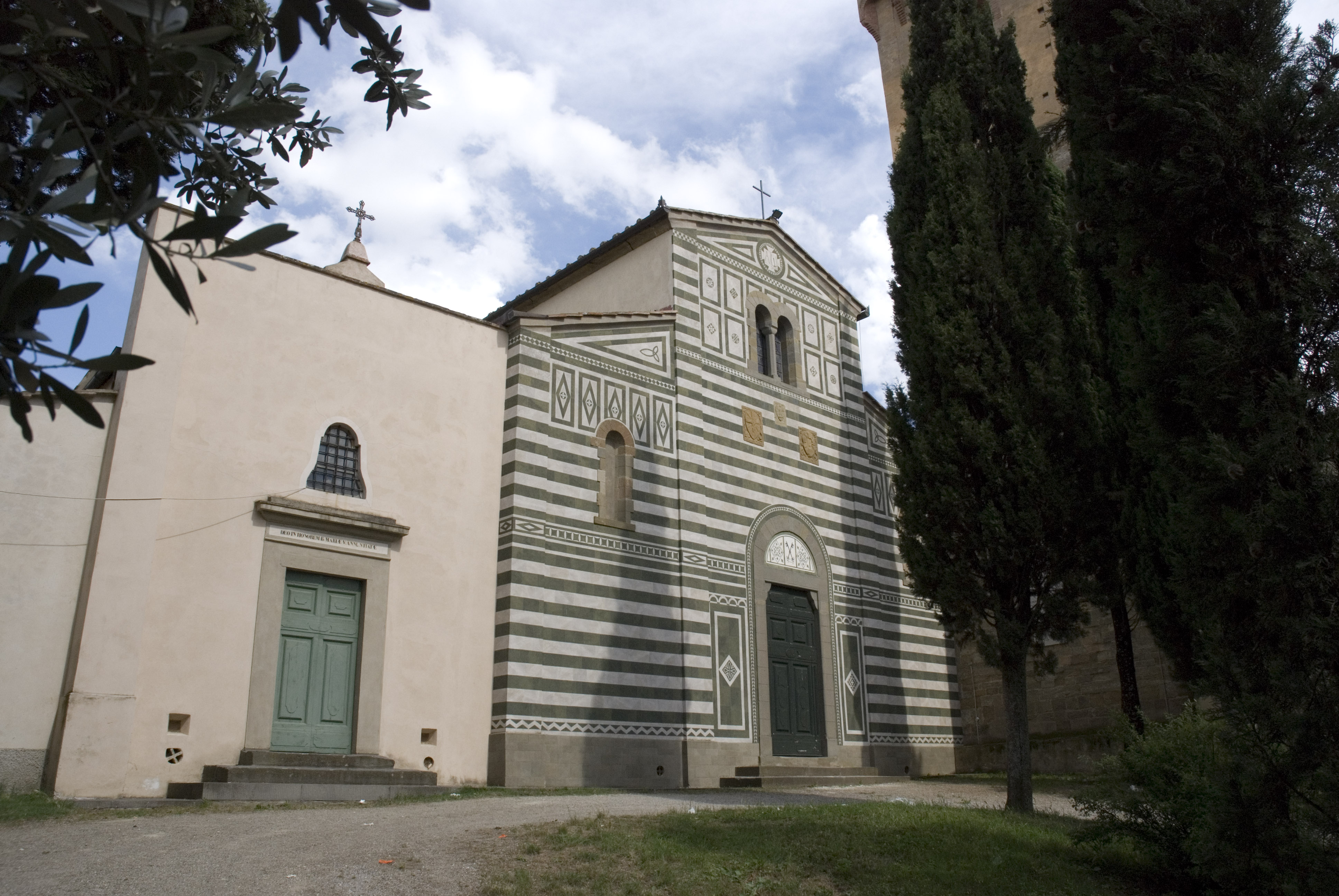
Pieve di San Pietro in Mercato

- Pieve di San Pietro in Mercato, im 11. Jahrhundert erstmals erwähnte Pieve
- Castello di Montegufoni im Ortsteil Montegufoni, bis 1135 auch Castello degli Ormanni (nach einer lokalen Familie) genannt und im selben Jahr durch Florenz zerstört. Gelangte am Ende des 13. Jahrhunderts in den Besitz der Familie Acciaiuoli, die es wieder aufbauten.[3]
- Molino San Vincenzo, archäologischer Fundplatz

## Gemeindepartnerschaften
- Caronia (ME), Italien
- Santo Stefano di Cadore (BL), Italien
- Épernay, Frankreich
- Neustadt an der Aisch, Deutschland
- Tichla, Westsahara

## Söhne und Töchter der Gemeinde
- Niccolò Acciaiuoli (1310–1365), Staatsmann
- Cino Cinelli (1916–2001), Radrennfahrer und Fahrradproduzent